# Thraciidae
I Traciidi (Thraciidae Stoliczka, 1870) sono una famiglia di molluschi lamellibranchi con una conchiglia sottile e non madreperlata e sifoni fusi alla base. Vivono in mezzo al fango.

## Tassonomia
Comprende i seguenti generi e specie (lista incompleta):
- Asthenothaerus Carpenter, 1864
  - Asthenothaerus diegensis (Dall, 1915)
  - Asthenothaerus hemphilli Dall, 1886
  - Asthenothaerus villosior Carpenter, 1864
- Bushia Dall, 1886
  - Bushia elegans (Dall, 1886)
- Cyathodonta Conrad, 1849
  - Cyathodonta dubiosa Dall, 1915
  - Cyathodonta pedroana Dall, 1915
  - Cyathodonta undulata Conrad, 1849
- Lampeia MacGinitie, 1959
  - Lampeia adamsi (MacGinitie, 1959)
- Parvithracia Finlay, 1927
  - Parvithracia cuneata Powell, 1937
  - Parvithracia suteri Finlay, 1927
- Thracia Leach in Blainville, 1824
  - Thracia adamsi MacGinitie, 1959
  - Thracia australica novozelandica (Reeve, 1859)
  - Thracia challisiana Dall, 1915
  - Thracia condoni Dall, 1909
  - Thracia conradi Couthouy, 1839
  - Thracia convexa (W. Wood, 1815)
  - Thracia corbuloides Blainville, 1824
  - Thracia curta Conrad, 1837
  - Thracia devexa G. O. Sars, 1878
  - Thracia distorta (Montagu, 1808)
  - Thracia itoi
  - Thracia meridionalis Smith, 1885
  - Thracia morrisoni R. E. Petit, 1964
  - Thracia myopsis Møller, 1842
  - Thracia papyracea (Poli, 1791)
  - Thracia phaseolina (Lamarck, 1822)
  - Thracia pubescens (Pulteney, 1799)
  - Thracia reinga Crozier, 1966
  - Thracia rugosa Lamarck, 1818
  - Thracia septentrionalis Jeffreys, 1872
  - Thracia stimpsoni Dall, 1886
  - Thracia trapezoides Conrad, 1849
  - Thracia vegrandis Marshall and Murdoch, 1919
  - Thracia villosiuscula (MacGillivray, 1827)